# Кавалер (титул)

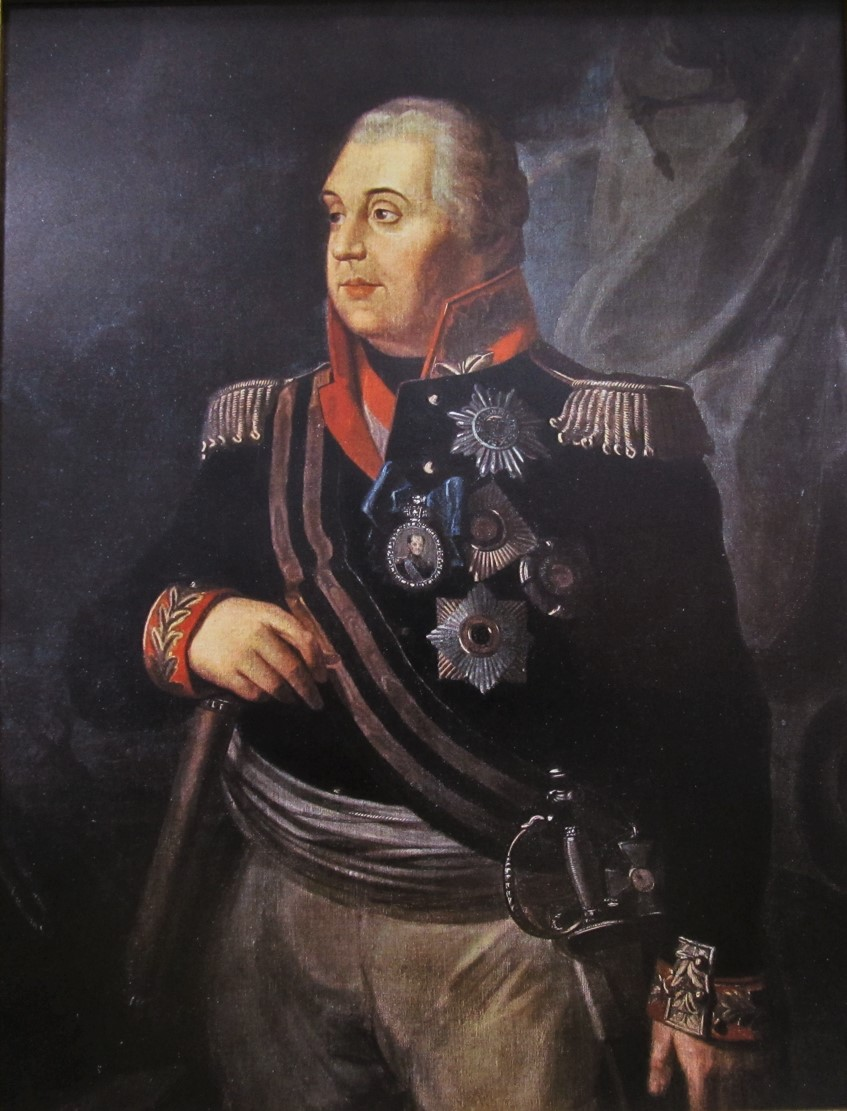
М. В. Кутузов — перший повний кавалер ордена Святого Георгія, видно Георгіївська стрічка.

Кавалер ордена — титул особи, нагородженої орденом.
Термін також може вживатися у своєму первісному значенні — як особливий титул, що позначає приналежність особи — військового, цивільного чи придворного — до певної орденської організації, де слово орден походить від лат. ordo — стан, громада. Термін з'явився з кінця XVII століття і вживається до теперішнього часу.
При цьому в знак пожалування в члени орденської корпорації особа нагороджувалась нагрудним знаком орденської корпорації, які згодом стали називатися просто орденами. Обрання у Кавалери ордена було прерогативою гросмейстера ордена, і нагородження орденами проводилося в певній послідовності від нижчого до вищого.
Нагородні знаки лицарських орденів — ордени, протягом століть зазнавали певної еволюції, в тому числі змінювалися матеріали, з яких вони виготовлялися, форма і малюнки орденів, з'явилися відзнаки орденів. В кінцевому підсумку у даний час в більшості країн стали засновуватися нагородні ордена, які не мають ніякого відношення до лицарських організацій, а є відзнаками, почесними нагородами за особливі заслуги.
Повний кавалер — титул особи, нагороджений усіма ступенями (знаками) ордену.
Слід зазначити, що до революції 1917 року в Росії кавалери орденів отримували «старшинство і переваги» як перед усіма іншими дворянами, так і перед усіма рівного чи навіть старшого чину (так, Кавалер ордена  чину генерал-майора вважався вище свого генерала). В «Табелі про ранги» 1722 року Кавалери ордена Андрія Первозванного були прирівняні до III класу (генерал-лейтенант).